# Елица (река)
Елица — река в Рузском городском округе Московской области России, правый приток Москвы.
Берёт начало в 2 километрах южнее платформы Партизанская Белорусского направления Московской железной дороги у Минского шоссе, впадает в реку Москву у Кожина и Старониколаева, в 1,5 км выше устья реки Рузы.
На реке стоят деревня Бельково (на левом берегу в 1 км выше устья Елицы), посёлок Кожино и деревня Кожино (находятся при впадении в Москву-реку).
Длина — 12 км, площадь бассейна — 74,7 км². Равнинного типа. Питание преимущественно снеговое. Елица замерзает обычно в середине ноября, вскрывается в середине апреля.
Правобережье Елицы открытое, занято полями и густо заселено. Левый берег занимают густые смешанные леса, местами заболоченные. Для туристов, помимо возможности похода по лесам, интерес представляет Воскресенская церковь XIX века в стиле ампир в деревне Кожино.